# Mount Bulcke
Mount Bulcke of Bulckeberg is een massieve berg met een hoogte van 1.030 m op de zuidpunt van Brabanteiland in de Palmerarchipel van Antarctica. De berg is onderdeel van een ijzige bergrug die zich ten zuiden van het Solvay-gebergte uitstrekt. De Bulckevinger is een opvallende rotsnaald op haar westelijke flank.
De naam van de berg is gegeven door ontdekkingsreiziger Adrien de Gerlache. Hij deed dit als dank voor de sponsoring van de Belgische Antarctische expeditie van 1897-1899 door de Antwerpse reder August Bulcke.